# John F. Dryden
John F. Dryden (Temple, 1839. augusztus 7. – Newark, 1911. november 24.) az Amerikai Egyesült Államok szenátora (New Jersey, 1902–1907).